# Amélété Abalo
Pour les articles homonymes, voir Abalo.
Pascal Amélété Abalo Dosseh, né le 7 mars 1962 à Lomé et mort le 9 janvier 2010 dans la province de Cabinda (Angola), est un footballeur togolais, entraîneur de l'équipe locale togolaise de l'ASKO Kara puis entraîneur adjoint de la sélection togolaise.

## Biographie

### Sa vie
Amélété Abalo est formé au Dynamic togolais entre 1972 et 1974, en tant qu'attaquant. Il connaît l'équipe première lors de la saison 1975. Jusqu'en décembre 1981, il ne remporte aucun titre. Il est ensuite transféré à l'ASKO Kara en 1982. De 1982 à 1990, il remporte une coupe nationale en 1987, et ensuite deux championnats togolais consécutifs (1988 et 1989). Il arrête sa carrière en 1990, après dix saisons au haut niveau.
Il entame, en 2004, une carrière d'entraîneur : avec le club où il joua huit saisons (ASKO Kara), il le dirige de 2004 à janvier 2010. Il commence par une finale de la coupe du Togo en 2006, puis remporte le championnat en 2007, ce qui lui permet d'être couronné du titre de meilleur entraîneur togolais de l'année 2007, soit trois ans après ses débuts. Il réitère une nouvelle fois cela en remportant le championnat en 2009. En parallèle, il joue un rôle important dans l'encadrement de la sélection nationale togolaise dès 2006, sous Otto Pfister. Il connaît plusieurs sélectionneurs (Stephen Keshi, Henri Stambouli, Jean Thissen et Hubert Velud).

### Sa mort
À la suite de la qualification pour la CAN 2010, le Togo se déplace en Angola en car du Congo-Brazzaville à Cabinda. Alors que le car passe la frontière entre le Congo et l'Angola, Abalo se trouve à côté de Hubert Velud, et lors des coups de feu tirés par des membres du FLEC, il est « atteint, gisait dans le sang et répétait « j’ai reçu une balle » ». Il est décédé de ses blessures, ainsi que Stanislas Ocloo, un autre membre du staff, comme le rapporte le journal Jeune Afrique : « Le chargé de communication Stanislas Ocloo et l'entraîneur adjoint Abalo Amélété ont rendu l'âme à quatre heures au petit matin », a dit Kodjo Samlan, chargé de presse pour le Togo par la CAF. Après les hommages nationaux rendus, Amélété est inhumé au cimetière catholique de Kara, le 30 janvier 2010.

## Palmarès
| - Coupe du Togo - Vainqueur en 1987 - Finaliste en 1986 - Championnat du Togo - Champion en 1988 et en 1989 | - Coupe du Togo - Finaliste en 2006 - Championnat du Togo - Champion en 2007 et en 2009 - Entraîneur togolais de l'année - Récompensé en 2007 |